# Azerbeidzjan op het Eurovisiesongfestival 2012
Azerbeidzjan is de gastheer van het Eurovisiesongfestival 2012, dat gehouden wordt in hoofdstad Bakoe. Het is de 5de deelname van het land op het Eurovisiesongfestival. ITV was verantwoordelijk voor de Azerbeidzjaanse bijdrage voor de editie van 2012.

## Selectieprocedure

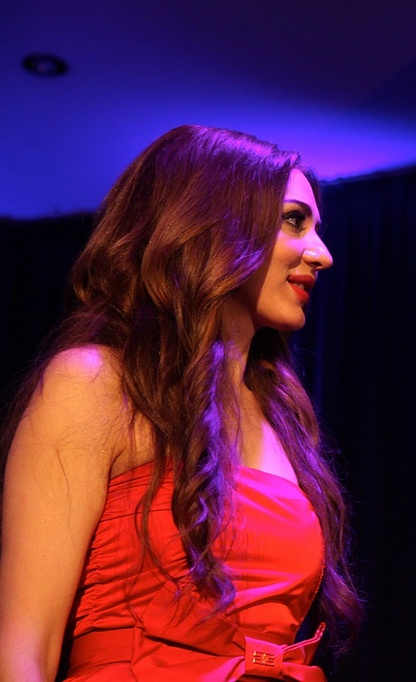
Sabina Babayeva

Azerbeidzjan startte op 15 oktober de zoektocht naar de kandidaat voor 2012. Net als in de afgelopen twee jaar werd er eerst gezocht naar een kandidaat en later pas naar een nummer. Kandidaten konden zich van 15 tot en met 25 oktober inschrijven, waarna een selectiecommissie de kandidaten selecteerden die in aanmerking kwamen voor de nationale selectie. 70 kandidaten mochten meedingen voor het ticket richting Eurovisiesongfestival. Acht weken lang traden elke week acht of negen kandidaten op, waarvan er telkens één naar de halve finale mocht. De kandidaten zongen maandag een internationale hit, dinsdag een Azerbeidzjaans nummer, woensdag een songfestivalklassieker en donderdag een keuzenummer.
De acht winnaars van de voorrondes mochten in de week van 30 januari deelnemen aan de halve finale, die hetzelfde concept volgde als de shows de voorbije weken. Van de acht deelnemers gingen er vijf door naar de grote finale, op 12 februari. Uiteindelijk ging Sabina Babayeva met de zegepalm aan de haal. Een jaar eerder strandde ze nog op de derde plaats in de reeksen. Op 3 maart werd duidelijk met welk nummer in Bakoe te horen zou zijn: When the music dies.

## Milli Seçim Turu 2012

### Voorrondes

#### Eerste voorronde
28 november 2011
| Plaats | Artiest                |
| ------ | ---------------------- |
| 1      | Orkhan Karimli         |
| 2      | Elnara Hasanova        |
| 3      | Səmra Rəhimli          |
| 4      | Ramin Guliyev          |
| 5      | Kanan Gadimov          |
| 6      | Amil Gojayev           |
| 7      | Janana Zeynalova       |
| 8      | Orkhan Mirzayev        |
| 9      | Anastasiya Bedritskaya |

#### Tweede voorronde
5 december 2011
| Plaats | Artiest            |
| ------ | ------------------ |
| 1      | Maryam Karimova    |
| 2      | Huseyn Abdullayev  |
| 3      | Farid Hasanov      |
| 4      | Ilham Hamidov      |
| 5      | Elvin Babazadeh    |
| 6      | Sehri Rahimova     |
| 7      | Live or Leave      |
| 8      | Rufat Aliyev       |
| 9      | Mehriban Sadykhova |

#### Derde voorronde
12 december 2011
| Plaats | Artiest              |
| ------ | -------------------- |
| 1      | Khayyam Mustafazadeh |
| 2      | Altun Zeynalov       |
| 3      | Anar Safarov         |
| 4      | Rovshan Azizov       |
| 5      | Rustam Allazov       |
| 6      | Aysel Guluzadeh      |
| 7      | Farid Ramazanov      |
| 8      | Aytaj Valiyeva       |
| 9      | Yelena Karimova      |

#### Vierde voorronde
19 december 2011
| Plaats | Artiest             |
| ------ | ------------------- |
| 1      | Fagan Safarov       |
| 2      | Nadezhda Mikayilova |
| 3      | Nigar Babayeva      |
| 4      | Empathy             |
| 5      | Kamran Azizov       |
| 6      | Emin Hasan          |
| 7      | Orkhan Nasibov      |
| 8      | Rinat Aslanov       |

#### Vijfde voorronde
26 december 2011
| Plaats | Artiest               |
| ------ | --------------------- |
| 1      | Elton Ibrahimov       |
| 2      | Azad Shabanov         |
| 3      | Aydin Eyvazzadeh      |
| 4      | Gunay Ahmadova        |
| 5      | Fidan Huseynova       |
| 6      | Elnara Kazimova       |
| 7      | Samir Mammadov        |
| 8      | Yan Kashepava         |
| 9      | Suleyman Aghakishiyev |

#### Zesde voorronde
2 januari 2012
| Plaats | Artiest             |
| ------ | ------------------- |
| 1      | Adil Bakhishli      |
| 2      | Bakhtiyar Gasimov   |
| 3      | Ramila Muradova     |
| 4      | Habil Ahmadov       |
| 5      | Orkhan Afandi       |
| 6      | Elgiz Mammadov      |
| 7      | Jahangir Gasimzadeh |
| 8      | Vlada Akhundova     |

#### Zevende voorronde
9 januari 2012
| Plaats | Artiest           |
| ------ | ----------------- |
| 1      | Sabina Babayeva   |
| 2      | Ayla Idrisova     |
| 3      | Khana Hasanova    |
| 4      | Ad Gloriam        |
| 5      | Kamran Abdullayev |
| 6      | Natig Baghirov    |
| 7      | Azer Salimli      |
| 8      | Erkin Osmanli     |
| 9      | Khayal Taghiyev   |

#### Achtste voorronde
23 januari 2012
| Plaats | Artiest          |
| ------ | ---------------- |
| 1      | Arzu Ismayilova  |
| 2      | Ulvi Rashidov    |
| 3      | Zaur Amiraslanov |
| 4      | Ulkar Guliyeva   |
| 5      | Tofig Hajiyev    |
| 6      | Abbas Karimli    |
| 7      | Ali Mammadli     |
| 8      | Caspian Dreamers |
| 9      | Rinat Alimov     |

### Halve finale
30 januari 2012
| Volgorde | Artiest              |
| -------- | -------------------- |
| 1        | Orkhan Karimli       |
| 2        | Maryam Karimova      |
| 3        | Khayyam Mustafazadeh |
| 4        | Fagan Safarov        |
| 5        | Elton Ibrahimov      |
| 6        | Adil Bakhishli       |
| 7        | Sabina Babayeva      |
| 8        | Arzu Ismayilova      |

### Finale
12 februari 2012
| Volgorde | Artiest         |
| -------- | --------------- |
| 1        | Orkhan Karimli  |
| 2        | Fagan Safarov   |
| 3        | Elton Ibrahimov |
| 4        | Sabina Babayeva |
| 5        | Arzu Ismayilova |

## In Bakoe
Als gastland mag Azerbeidzjan rechtstreeks deelnemen aan de finale van het Eurovisiesongfestival 2012, op zaterdag 26 mei. Azerbeidzjan staat als 13de van 26 landen op het podium. Ze kreeg genoeg punten om in de top 10 te eindigen, want met 150 punten werd zij 4e.

### Gekregen punten

#### Finale
| 12 punten                               | 10 punten                                  | 8 punten          | 7 punten                                | 6 punten    |
| --------------------------------------- | ------------------------------------------ | ----------------- | --------------------------------------- | ----------- |
| - Litouwen - Malta - Oekraïne - Turkije | - Bulgarije - Georgië - Moldavië - Rusland | - Cyprus - Israël | - Bosnië en Herzegovina - Wit-Rusland   | - Slowakije |
| 5 punten                                | 4 punten                                   | 3 punten          | 2 punten                                | 1 punt      |
| - Griekenland - Montenegro              | - Albanië - San Marino                     | - Servië          | - Noord-Macedonië - Verenigd Koninkrijk | - Ierland   |

### Punten gegeven door Azerbeidzjan

#### Halve Finale 1
Punten gegeven in de halve finale:
| 12 punten | Albanië     |
| 10 punten | Griekenland |
| 8 punten  | Rusland     |
| 7 punten  | Roemenië    |
| 6 punten  | Moldavië    |
| 5 punten  | San Marino  |
| 4 punten  | Ierland     |
| 3 punten  | Letland     |
| 2 punten  | Hongarije   |
| 1 punt    | Cyprus      |

#### Finale
Punten gegeven in de finale:
| 12 punten | Turkije     |
| 10 punten | Rusland     |
| 8 punten  | Malta       |
| 7 punten  | Zweden      |
| 6 punten  | Roemenië    |
| 5 punten  | Griekenland |
| 4 punten  | Litouwen    |
| 3 punten  | Oekraïne    |
| 2 punten  | Cyprus      |
| 1 punt    | Ierland     |